# Neolophonotus acuminatus
Neolophonotus acuminatus är en tvåvingeart som beskrevs av Jason Gilbert Hayden Londt 1985. Neolophonotus acuminatus ingår i släktet Neolophonotus och familjen rovflugor. Inga underarter finns listade i Catalogue of Life.